# Dynasty Warriors 2
Dynasty Warriors 2 (jap. 真・三國無双 Shin Sangokumusō) – japońska gra z gatunku bijatyk stworzona i wydana przez firmę Koei, sequel gry Dynasty Warriors. Jest to druga gra wydana z serii Dynasty Warriors, ale pierwsza z serii Shin Sangokumusō, co jest przyczyną różnicy w ich numeracji. Gra została wydana na konsolę PlayStation 2.

## Rozgrywka
Rozpoczynając grę, gracz wybiera grywalną postać generała oraz gra przez wiele poziomów, z których każdy reprezentuje poszczególne konflikty zbrojne z czasów Epoki Trzech Królestw. Gracz, ostatecznie pokonując dwa inne królestwa, staje się władcą zjednoczonych Chin. Gra ta jednakże nie jest rozgrywką jeden na jednego jak gra oryginalna, ale bijatyką hack and slash z grafiką trójwymiarową, podobną do gier Fighting Force. W przeciwieństwie do poprzednich bijatyk, Dynasty Warriors 2 pozwala graczom swobodnie poruszać się w dowolnym kierunku w ramach obecnego etapu rozgrywki.
Do tej gry po raz pierwszy wprowadzono tryby Free i Musou. Free Mode pozwala graczowi na odtworzenie każdej misji, która została już ukończona w trybie Musou Mode. Musou Mode pozwala graczowi grać postacią w trybie opowieści, w której gracz kieruje jednym z oficerów biorących udział w walkach o zjednoczenie Chin. Jednak ze względu na niewielki rozmiar gry, brakowało wielu ważnych bitew. Zostało to poprawione w grze Dynasty Warriors 3.

## Postacie
| Shu          | Wei          | Wu             | Inni        |
| ------------ | ------------ | -------------- | ----------- |
| Guan Yu      | Cao Cao      | Gan Ning*      | Diao Chan   |
| Huang Zhong* | Dian Wei     | Lü Meng*       | Dong Zhuo*  |
| Jiang Wei*   | Sima Yi*     | Lu Xun         | Lü Bu       |
| Liu Bei*     | Xiahou Dun   | Sun Jian*      | Yuan Shao*  |
| Ma Chao*     | Xiahou Yuan* | Sun Quan*      | Zhang Jiao* |
| Zhang Fei    | Xu Chu       | Sun Shangxiang |             |
| Zhao Yun     | Zhang Liao*  | Taishi Ci      |             |
| Zhuge Liang  |              | Zhou Yu        |             |

* Wskazuje nowe postacie w serii